# Famille von Spee
La famille von Spee est une famille de la noblesse allemande catholique de Rhénanie, dont les racines se trouvent dans l'ancienne principauté élective de Cologne.

## Histoire

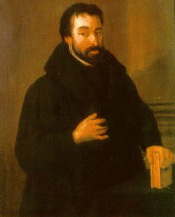
Le père Friedrich Spee von Langenfeld (1591-1635).

Bruno Spede se trouve parmi les ancêtres notables de la famille en 1166. À cette date, jusqu'en 1177, il est ministériel de l'archevêque de Cologne. Un autre ancêtre, Goedeart Spede von Langenvelt, se fait aussi appeler Spee von Langenvelt (qui deviendra Langenfeld plus tard) au milieu du XIVe siècle. Il met un coq dans les armoiries de la famille, symbole de fidélité et de vigilance.
Les seigneurs von Spee sont au début des petits seigneurs de province, mais à partir des XIVe et XVe siècles, ils vont étendre leurs domaines. Une partie s'engage dans les chevaliers teutoniques en Livonie. Le fief des Spee est depuis 1326 à Altenhof, près de Kaldenkirchen (dans l'actuel arrondissement de Viersen). Il est vendu en 1833. Le baron Friedrich Christian von Spee acquiert en 1662, de son beau-père von Scheidt-Wechspfennig, le château d'Heltorf (de), près de Düsseldorf-Angermund. Le futur électeur palatin, Philippe-Guillaume (1615-1690), le nomme commissaire de la guerre du duché de Berg, en 1672. Le baron augmente ses biens et le domaine de Heltorf fera encore 7 000 hectares en 1945...
Les Spee sont des chevaliers d'Empire pour les princes de Rhénanie et occupent diverses fonctions officielles et militaires, si bien qu'en 1739, ils deviennent comtes d'Empire. Il existait jusqu'au XVIIe siècle, plusieurs branches : celle des Langenfeld, celle des Aldenhof, celle des Velde et celle des Pöhlland. Tous les comtes von Spee d'aujourd'hui descendent de la branche des Aldenhof.
Le chef de la Maison von Spee est depuis le 31 août 2009 le comte Wilhelm von Spee, né en 1963. Il demeure à Heltorf dont il a hérité du château à la mort de son père, le comte Maximilian von Spee (1928-2009).
D'autres membres de différentes branches demeurent au château d'Ahrenthal (depuis 1804), près de Sinzig, ou bien au château de Linnep (de) (depuis 1855), à Ratingen, au château d'Ahausen (depuis 1958) à Finnentrop, ou encore au manoir de Fürth à Korschenbroich, au château d'Untermaubach (de) (depuis 1874). La lignée de Heltorf possède aussi depuis 1856 le manoir de Böckum (de), près de Duisbourg, depuis 1870 le domaine de Gevershagen, près de Marienheide, ainsi que le château d'Alme (de), le manoir de Niederalme, celui de Tinne (de), construit en 1717, et celui de Bruch, à Brilon, en Rhénanie-du-Nord-Westphalie.

## Personnalités
- Friedrich Spee von Langenfeld (1591-1635), prêtre jésuite, théologien et poète
- Comte Wilderich von Spee (de) (1781-1839), administrateur (de) de l'arrondissement de Düsseldorf (de).
- Franz Joseph Anton von Spee (1791-1839), haut magistrat de Dusseldorf sous les puissances successives de Bavière, de France et de Prusse.
- Comte Leopold von Spee (de) (1818-1882), député du Reichstag.
- Comte Wilderich von Spee (de) (1830-1890), administrateur de l'arrondissement de Düsseldorf (de).
- Élisabeth von Spee, épouse en 1861 le comte Ferdinand Heribert von Galen. Ils sont parents du futur cardinal évêque de Münster, Clemens August von Galen, béatifié en 2005.
- Comte Ferdinand von Spee (de) (1855-1937), anatomiste et embryologue
- Comte Maximilian von Spee (1861-1914), vice-amiral de la flotte impériale qui trouve la mort dans la bataille des Falklands avec ses deux fils.
- Comte Heribert Ferdinand Oktavian von Spee (1863-1930), Generalmajor
- Comte Stephan von Spee (de) (1866-1956), membre du parlement provincial de Westphalie (de), camérier secret de Pie XI et administrateur de l'arrondissement de Borken (de).
- Comte Josef von Spee (de) (1876-1941), administrateur de l'arrondissement de Schleiden (de).